# Miša
Miša je moško in žensko osebno ime.

## Izvor imena
Ime Miša, ki je tako žensko, kot tudi moško osebno ime izhaja iz ruskega imena Миша (Miša) in je skrajšana oblika imena Mihael.

## Tujejezikovne oblike imena
- pri Angležih, Nemcih: Misha, Mischa, Micha
- Nizozemcih: Mischa, Misja
- pri Rusih: Миша

## Pogostost imena
Po podatkih Statističnega urada Republike Slovenije je bilo na dan 31. decembra 2007 v Sloveniji število ženskih oseb z imenom Miša: 227.

## Osebni praznik
V koledarju je ime Miša uvrščeno k imenu Mihael ali Mihaela.